# John Hewson

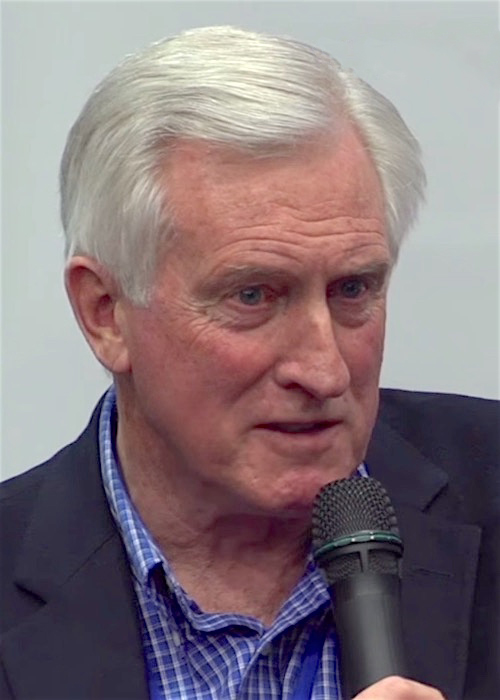
John Hewson

John Robert Hewson AM (* 28. Oktober 1946 in Sydney, New South Wales) ist ein australischer Wirtschaftswissenschaftler und früherer Politiker. Unter anderem war er Vorsitzender der Liberal Party of Australia.

## Frühes Leben
Hewson wurde in Sydney, New South Wales, als Sohn eines konservativen Technikers aus der Arbeiterklasse geboren. Er besuchte staatliche Schulen, ehe er an der Universität Sydney einen Abschluss in Wirtschaftswissenschaften machte. Er erhielt einen Master-Abschluss im kanadischen Saskatchewan und einen zweiten Master sowie einen Doktor in Wirtschaftswissenschaften an der Johns Hopkins University im amerikanischen Baltimore. Seine erste Frau Margaret Deaves heiratete er 1967.
Nach seiner Rückkehr nach Australien arbeitete Hewson als Wirtschaftswissenschaftler für die Reserve Bank of Australia. In den Jahren 1976 bis 1983 war er bei den beiden liberalen Finanzministern Phillip Lynch und John Howard angestellt. In dieser Zeit nahm er sich vor selbst in die Politik zu gehen. Er hielt die Wirtschaftspolitik von Malcolm Frasers Regierung für falsch und war ein Befürworter der Wirtschaftspolitik Margaret Thatchers. Nach seiner Scheidung heiratete Hewson im Jahr 1988 Carolyn Somerville.

## Politische Karriere
Im Jahr 1987 wurde Hewson in das australische Repräsentantenhaus für den wohlhabenden Sydneyer Vorort Wentworth gewählt. Im September 1988 wurde er von Howard, der die Bundeswahlen ein Jahr zuvor verlor, zum shadow finance minister im Schattenkabinett bestimmt. Im Mai 1989, nachdem Andrew Peacock Howard als Parteivorsitzenden ersetzt hatte, wurde Hewson Shadow Treasurer. Nach Peacocks Niederlage bei den Bundeswahlen 1990 wurde Hewson zum Parteivorsitzenden gewählt, obwohl er zuvor erst drei Jahre im Parlament war. Bei der Abstimmung setzte er sich deutlich mit 62 zu 13 Stimmen gegen Peter Reith durch, welcher anschließend Vize-Parteichef wurde.
Hewsons persönliche Abneigung gegenüber seinem Konkurrenten Keating sorgte dafür, dass er diesen nicht ernst nahm. Keating wiederum konnte aufgrund Hewsons fehlender politischer Fähigkeiten Vorteile schlagen. Bei den Bundeswahlen im Jahr 1993 verlor Hewson die Wahl gegen Keating, die zuvor von den Liberalen als „unverlierbar“ bezeichnet wurde.
Obwohl er zuvor sein Ehrenwort gegeben hatte, im Falle einer Wahlniederlage von seinem Posten zurückzutreten, beschloss Hewson, als Parteiführer weiterzumachen. Zwar gelang es ihm kurz nach der Wahl sich gegen John Howard als Vorsitzender zu behaupten, jedoch war seine Führung von nun an nicht mehr abgesichert. Aufgrund der Zweifel an seiner Person rief Hewson 1994 ein Vertrauensvotum aus und verlor die Parteiführung an Alexander Downer. Im Februar 1995 zog er sich aus dem Parlament zurück, womit er für eine der kürzesten politischen Karrieren eines australischen Parteiführers sorgte.

## Nach der Politik
In den Jahren nach seinem Rücktritt schrieb er für die Wirtschaftspresse und machte auf Themen wie soziale, wirtschaftliche Verantwortung und Umweltprobleme aufmerksam. Nach 1996 wurde er immer kritischer mit Premierminister John Howard. So war er ein strikter Gegner der Teilnahme am Irakkrieg – mangels Alternative sprach er sich jedoch für eine Fortsetzung Howards Regierungszeit aus, da es an Alternativen fehlte.
Nach der Jahrtausendwende arbeitete Hewson auch als Professor in seiner Heimatstadt Sydney. Für Verdienste um die Wirtschaft, das australische Parlament, die Politik und die Gesellschaft wurde er 2001 zum Member des Order of Australia ernannt. Im gleichen Jahr erhielt er die Centenary Medal.
Er ist Vorsitzender der Commission for the Human Future, einem 2017 gegründeten Zusammenschluss von Wissenschaftlern und Bürgern, die sich mit zentralen globalen Herausforderungen und Problemen der Menschheit befasst. Diese veröffentlichte im April 2020 einen Bericht, in dem sie die ihrer Ansicht nach zehn größten Bedrohungen der Menschheit auflistete. Diesen sind demnach: Umweltzerstörung und Artenschwund, Atomwaffen, Ressourcenknappheit (einschließlich Wasserknappheit), Ernährungsunsicherheit, gefährliche neue Technologien, Überbevölkerung, chemische Verschmutzung, pandemische Krankheiten sowie Wissenschaftsleugnung und Falschinformationen.